# Friteuse sous vide
Une friteuse sous vide est une installation de friture industrielle logée dans une chambre à vide. Elle a été mise au point à l'origine pour la production de chips de pommes de terre.
Les friteuses sous vide sont adaptées à l'exploitation des pommes de terre de faible qualité qui ont des taux de sucres élevés du fait de leur récolte précoce, au printemps ou en début d'été, avant que les pommes de terre de l'année soient disponibles.
Un premier avantage des friteuses sous vide est de préserver les couleurs et les arômes naturels. De plus, du fait de la température du bain, environ 130 °C, la formation d'acrylamide soupçonnée d'être cancérigène est significativement diminuée par rapport aux friteuses ordinaires dans lesquelles la température est d'environ 170 °C. De même dans ces conditions, l'absorption de la matière grasse est réduite significativement, selon le type de friteuse sous vide.
Dans le Sud-Est asiatique (notamment aux Philippines, en Thaïlande, en Chine et en Indonésie) des friteuses sous vide fonctionnant par lots (ou fournées) sont surtout utilisées pour la production de chips de fruits. Cependant, ces machines ne conviennent vraiment qu'aux entreprises relativement petites.

## Friteuses sous vide en continu
La production de quantités importantes relève de friteuses sous vide fonctionnant en continu commandées par un automate programmable industriel : la cuve de friture est placée dans un tube à vide en inox et l'alimentation en matière première est gérée par un sas rotatif. Une bande transporteuse entraîne le produit fini hors de la friteuse vers l'unité de conditionnement. Un sas à la sortie du tube à vide empêche l'air d'y pénétrer et un agencement de bandes transporteuses transfert le produit d'une zone à l'autre.
Le vide est créé par des pompes à vide et selon les produits désirés, la cuve de friture est d'un modèle adapté aux spécifications. 
Dans les friteuses par lots, l'huile de friture se dégradant sous l'effet des changements de température, doit être changée très souvent. La constance de la température dans les friteuses en continu en prolongeant la durée de vie de l'huile amène une diminution des coûts de production.